# Польяковце
Польяковце (словац. Poliakovce) — село и одноимённая община в районе Бардеёв Прешовского края Словакии. В письменных источниках начинает упоминаться с 1414 года.

## География
Село расположено в северной части края, на правом берегу реки Топли, при автодороге 3512. Абсолютная высота — 223 метра над уровнем моря. Площадь муниципалитета составляет 7,53 км².

## Население
| Год:                | 1994 | 2004    | 2014    | 2024    |
| ------------------- | ---- | ------- | ------- | ------- |
| Количество человек: | 397  | 372     | 368     | 378     |
| Разница:            |      | −6,29 % | −1,07 % | +2,71 % |

По данным последней официальной переписи 2011 года, численность населения Польяковце составляла 370 человек.